# Scorpaena pepo
Scorpaena pepo är en fiskart som beskrevs av Motomura, Poss och Shao 2007. Scorpaena pepo ingår i släktet Scorpaena och familjen Scorpaenidae. Inga underarter finns listade i Catalogue of Life.